# Chloe Logarzo
Chloe Logarzo (Sídney, Nueva Gales del Sur, Australia; 22 de diciembre de 1994) es una futbolista australiana. Juega como centrocampista en el Kansas City NWSL de la National Women's Soccer League de Estados Unidos.

## Clubes
| Club                         | País           | Año             |
| ---------------------------- | -------------- | --------------- |
| Sydney FC                    | Australia      | 2011 - 2015     |
| Colorado Pride               | Estados Unidos | 2014            |
| Newcastle Jets               | Australia      | 2015 - 2016     |
| Northbridge FC               | Australia      | 2016            |
| Eskilstuna United            | Suecia         | 2016            |
| Avaldsnes IL                 | Noruega        | 2017            |
| Sydney FC                    | Australia      | 2017            |
| Blacktown Spartans FC        | Australia      | 2018            |
| Washington Spirit (préstamo) | Estados Unidos | 2019            |
| Bristol City WFC             | Inglaterra     | 2020 - 2021     |
| Kansas City NWSL             | Estados Unidos | 2021 - presente |

## Palmarés

### Títulos nacionales
| Título   | Club      | País      | Año     |
| -------- | --------- | --------- | ------- |
| W-League | Sydney FC | Australia | 2012-13 |
| W-League | Sydney FC | Australia | 2018-19 |

### Títulos internacionales
| Título                       | Equipo    | Sede  | Año  |
| ---------------------------- | --------- | ----- | ---- |
| Torneo Preolímpico de la AFC | Australia | Japón | 2016 |

(*) Incluyendo la Selección

### Distinciones individuales
| Distinción                    | Año  |
| ----------------------------- | ---- |
| Novata del Año de la W-League | 2014 |

## Vida personal
Logarzo es abiertamente lesbiana, y ha hablado públicamente sobre su sexualidad.